# Cükätaw
Cükätaw (pronunciado [ʑykæˈtɑʊ]; cirílico tártaro: Җүкәтау) o Juketau (Zhukotin en las crónicas rusas) era una ciudad medieval de la Bulgaria del Volga entre los siglos X y XV. La ciudad estaba situada en la orilla derecha del río Kama, cerca de la ciudad moderna de Chistopol, en la república de Tartaristán.
Entre los siglos X y XIII fue uno de los centros más importantes del comercio de pieles en la Bulgaria del Volga. En 1236 Cükätaw fue destruida por las tropas de Batu Kan durante la invasión mongola de la Bulgaria del Volga. La ciudad fue capital del Principado de Cükätaw entre la segunda mitad del siglo XIII y la primera del siglo XV. Tras las incursiones piratas rusas de los siglos XIV y XV (principalmente 1360 y 1391), la importancia de la ciudad disminuyó. Tras el saqueo de la ciudad por Yuri de Zvenígorod en 1414, fue abandonada. Las ruinas se hallan junto al pueblo actual de Danaurovka y comprenden la ciudadela de Cükätaw, los asentamientos Donaurovskoye I y Donaurovskoye II y una necrópolis.